# Pedro Santos (labdarúgó, 1988)
Pedro Santos (Lisszabon, 1988. április 22. –) portugál korosztályos válogatott labdarúgó, az amerikai DC United csatárja.

## Pályafutása

### Klubcsapatokban
Santos a portugál fővárosban, Lisszabonban született. Az ifjúsági pályafutását az ADCEO és a Sporting CP csapatában kezdte, majd a Casa Pia akadémiájánál folytatta.
2007-ben mutatkozott be a Casa Pia felnőtt keretében. 2010-ben a Leixões, míg 2012-ben a Vitória Setúbal szerződtette. 2013-ban az első osztályban szereplő Bragához írt alá. 2013-ban a román Astra Giurgiu, míg 2014-ben a Rio Ave csapatát erősítette kölcsönben. 2017-ben az észak-amerikai első osztályban érdekelt Columbus Crew-hoz igazolt. Először a 2017. augusztus 20-ai, Orlando City ellen 1–1-es döntetlennel zárult mérkőzés 62. percében, Cristian Martínez cseréjeként lépett pályára. Első gólját 2018. március 24-én, a DC United ellen hazai pályán 3–1-re megnyert találkozón szerezte meg. 2022. november 21-én kétéves szerződést kötött a DC United együttesével.

### A válogatottban
Santos két mérkőzés erejéig tagja volt a portugál U19-es válogatottnak.

## Statisztikák
2022. október 9. szerint
| Klub          | Szezon   | Osztály  | Bajnokság | Bajnokság | Kupa  | Kupa | Nemzetközi | Nemzetközi | Összesen | Összesen |
| Klub          | Szezon   | Osztály  | Meccs     | Gól       | Meccs | Gól  | Meccs      | Gól        | Meccs    | Gól      |
| ------------- | -------- | -------- | --------- | --------- | ----- | ---- | ---------- | ---------- | -------- | -------- |
| Columbus Crew | 2017     | MLS      | 14        | 0         | 0     | 0    | —          | —          | 14       | 0        |
| Columbus Crew | 2018     | MLS      | 33        | 1         | 1     | 1    | —          | —          | 34       | 2        |
| Columbus Crew | 2019     | MLS      | 33        | 11        | 4     | 1    | —          | —          | 37       | 12       |
| Columbus Crew | 2020     | MLS      | 26        | 8         | 0     | 0    | —          | —          | 26       | 8        |
| Columbus Crew | 2021     | MLS      | 32        | 4         | 0     | 0    | 5          | 1          | 37       | 5        |
| Columbus Crew | 2022     | MLS      | 29        | 1         | 1     | 1    | —          | —          | 30       | 2        |
| Columbus Crew | Összesen | Összesen | 167       | 25        | 6     | 3    | 5          | 1          | 178      | 29       |
| Összesen      | Összesen | Összesen | 167       | 25        | 6     | 3    | 5          | 1          | 178      | 29       |

## Sikerei, díjai
Columbus Crew
- MLS
  - Győztes (1): 2020

- Campeones Cup
  - Győztes (1): 2021